# Міжнародний орган з морського дна

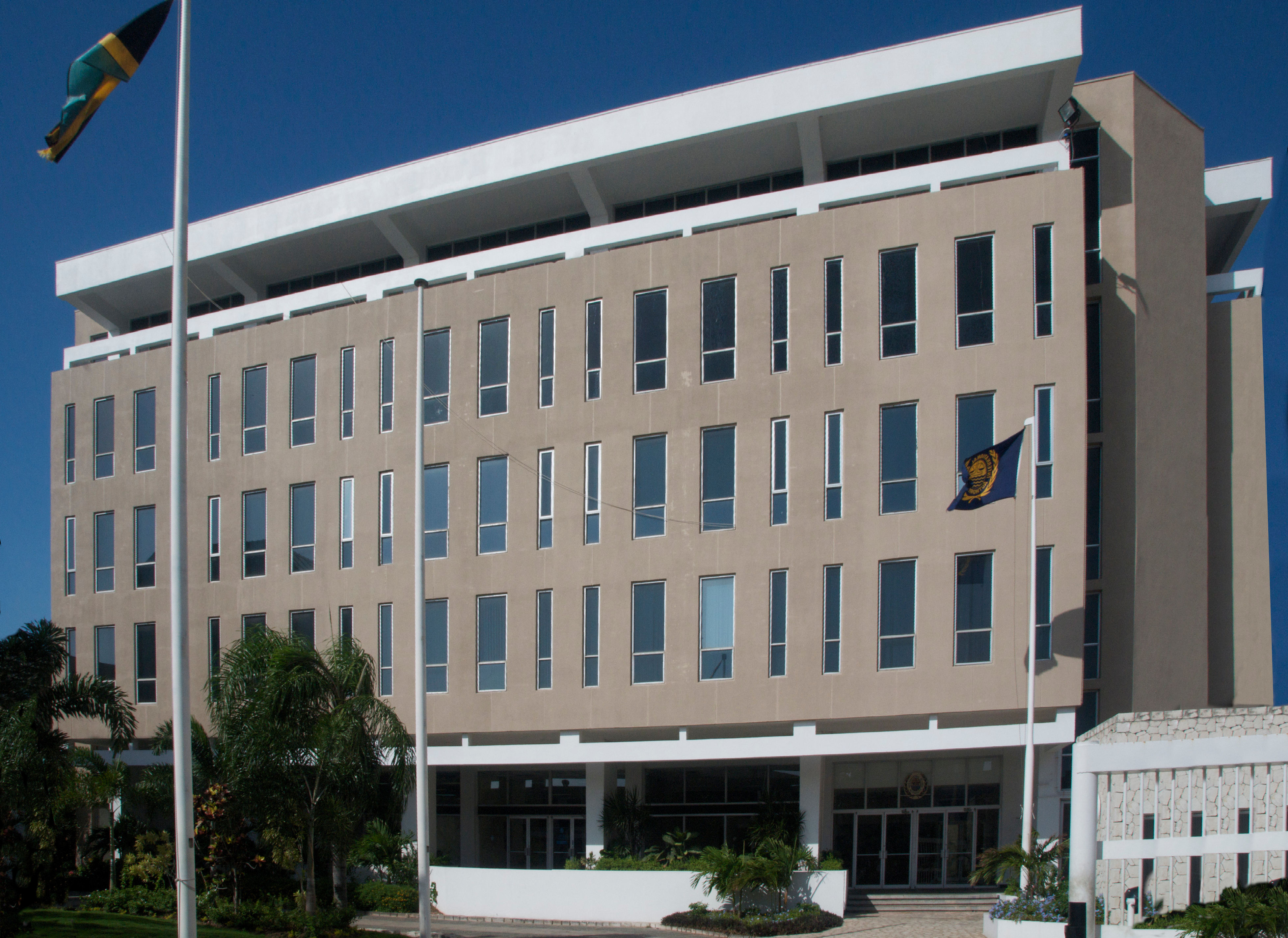
Міжнародний орган з морського дна

Міжнародний орган з морського дна, МОМД (англ. International Seabed Authority, ISA; фр. Autorité internationale des fonds marins, ісп. Autoridad Internacional de los Fondos Marinos) — міжнародна міжурядова організація, утворена 1994 року державами-учасницями Конвенції ООН з морського права 1982 року.
Має статус спостерігача в Генеральній Асамблеї ООН. Відповідальний за організацію та контроль за діяльністю держав у міжнародному районі морського дна (Районі). Станом на 2016 рік членами Міжнародного органа з морського дна є 167 держав і Європейський Союз. Штаб-квартира організації розташована в Кінгстоні, Ямайка.

## Роль і функції
Роль МОМД можна охарактеризувати так: координація дій країн-учасниць, нагляд за геолого-розвідувальними розробками морського і океанічного дна, з метою управління роботами в Районі.
Функції МОМД :
- розробляти і встановлювати норми, правила, процедури, що регулюють діяльність з освоєння морського дна і видобутку мінеральних ресурсів;
- проводити екологічний моніторинг Району, щодо запобігання та скорочення викидів, що забруднюють водну екосистему;
- сприяти проведенню науково-дослідних робіт;
- організовувати конференції, зустрічі, семінари робота яких, полягає в розробці заходів та обмін знаннями для досягнення кращих методів пошуку і технологій видобутку мінеральних глибоководних копалин;
- регламентувати діяльність контракторов щодо виконання розвідувальних робіт, а також майбутнього видобутку покладів мінералів;

## Діяльність
МОМД щорічно, проводить науково-технічні практикуми та конференції з проблем розробки методів пошуку глибоководних родовищ, освоєння морського дна, за участю океанологів, представників від контракторов, експертів в сфері морського права.  починаючи з 2013р. МОМД проводить заходи щодо навчання та стажування кандидатів з країн, що розвиваються через навчальні програми, представлені трьома напрямками:
- благодійний фонд - сприяє і заохочує проведення спільних морських науково-дослідних робіт у Районі
- ISA/Контракторська програма навчання
- програма стажувань ISA

## Структура
Асамблея є вищим директивним органом МОМД і проводить щорічні сесії, за участі по одному представнику від кожної країни-учасниці МОМД.
Асамблея виконує такі функції: обирає членів Ради та Генсека серед кандидатів висунутих Радою, визначає розмір членських внесків, створює допоміжні органи з реалізації своїх функцій, розглядає і затверджує річний бюджет МОМД, організовує наукові заходи і надає рекомендації з міжнародного співробітництва в сфері дослідження океанічного дна. 
Рада є виконавчим органом МОМД, що складається з 36 представників від країн-членів. Рада, крім повноважень щодо встановлення політики, що проводиться МОМД, відповідає за: прийняття своїх правил і процедур, укладання угод між ООН і іншими міжнародними організаціями, розглядає доповіді від контракторов, затверджує плани їх подальшої роботи на 15 років, контролює розробки в Районі.У структуру ради входять дві комісії: економічна планова, технічно-юридична із загальною чисельністю 30 членів, обраних Радою.
Секретаріат очолює Генеральний секретар, який є посадовою особою з чотирирічним терміном повноважень. На Асамблеї він доповідає про роботу МОМД, бере участь у всіх засіданнях Асамблеї, Ради та інших підрозділах. Персонал Секретаріату здійснює діяльність, що включає моніторинг, збір інформації, проведення дослідницької роботи.
Підприємство - спеціальний орган МОМД, уповноважений від імені міжнародних представників на виконання розвідувальних робіт і видобутку копалин з надр дна океану. Його робота поки не розпочато.

## Участь України
Україна з 1995 року — тимчасовий, а від серпня 1999 року — постійний член організації.